# Таррітаун (Нью-Йорк)
Таррітаун (англ. Tarrytown) — селище (англ. village) в США, в окрузі Вестчестер штату Нью-Йорк. Населення — 11 860 осіб (2020).

## Географія
Таррітаун розташований за координатами 41°3′55″ пн. ш. 73°51′58″ зх. д. / 41.06528° пн. ш. 73.86611° зх. д. (41.065178, -73.866106).  За даними Бюро перепису населення США в 2010 році селище мало площу 14,71 км², з яких 7,58 км² — суходіл та 7,13 км² — водойми.

### Клімат
| Клімат : Таррітаун           | Клімат : Таррітаун | Клімат : Таррітаун | Клімат : Таррітаун | Клімат : Таррітаун | Клімат : Таррітаун | Клімат : Таррітаун | Клімат : Таррітаун | Клімат : Таррітаун | Клімат : Таррітаун | Клімат : Таррітаун | Клімат : Таррітаун | Клімат : Таррітаун | Клімат : Таррітаун |
| Показник                     | Січ.               | Лют.               | Бер.               | Квіт.              | Трав.              | Черв.              | Лип.               | Серп.              | Вер.               | Жовт.              | Лист.              | Груд.              | Рік                |
| Середній максимум, °C        | 3,3                | 5,6                | 10,6               | 16,7               | 22,2               | 27,2               | 29,4               | 28,3               | 24,4               | 18,3               | 12,2               | 6,1                | 17,1               |
| Середній мінімум, °C         | −5,6               | −4,4               | −1,1               | 3,9                | 9,4                | 14,4               | 17,2               | 16,7               | 12,8               | 6,7                | 2,2                | −2,8               | 5,8                |
| Норма опадів, мм             | 97                 | 85                 | 114                | 115                | 113                | 111                | 118                | 114                | 122                | 116                | 108                | 111                | 1324               |
| ---------------------------- | ------------------ | ------------------ | ------------------ | ------------------ | ------------------ | ------------------ | ------------------ | ------------------ | ------------------ | ------------------ | ------------------ | ------------------ | ------------------ |
| Джерело: The Weather Channel |                    |                    |                    |                    |                    |                    |                    |                    |                    |                    |                    |                    |                    |

## Демографія
Згідно з переписом 2010 року, у селищі мешкало 11 277 осіб у 4410 домогосподарствах у складі 2657 родин. Густота населення становила 767 осіб/км².  Було 4768 помешкань (324/км²).
Расовий склад населення:
| - 74,7 % — білих - 8,0 % — азіатів - 7,8 % — чорних або афроамериканців - 0,3 % — корінних американців - 6,2 % — осіб інших рас |

До двох чи більше рас належало 3,0 %. Частка іспаномовних становила 20,0 % від усіх жителів.
За віковим діапазоном населення розподілялося таким чином: 21,2 % — особи молодші 18 років, 64,2 % — особи у віці 18—64 років, 14,6 % — особи у віці 65 років та старші. Медіана віку мешканця становила 39,3 року. На 100 осіб жіночої статі у селищі припадало 87,7 чоловіків;  на 100 жінок у віці від 18 років та старших — 83,0 чоловіків також старших 18 років.
Середній дохід на одне домашнє господарство  становив 134 936 доларів США (медіана — 102 750), а середній дохід на одну сім'ю — 164 902 долари (медіана — 137 328). Медіана доходів становила 76 844 долари для чоловіків та 72 530 доларів для жінок. За межею бідності перебувало 4,0 % осіб, у тому числі 3,3 % дітей у віці до 18 років та 4,4 % осіб у віці 65 років та старших.
Цивільне працевлаштоване населення становило 6032 особи. Основні галузі зайнятості: освіта, охорона здоров'я та соціальна допомога — 28,8 %, науковці, спеціалісти, менеджери — 16,6 %, фінанси, страхування та нерухомість — 8,6 %, мистецтво, розваги та відпочинок — 8,0 %.